# Prix Mainichi de la meilleure réalisation
Cet article liste les réalisateurs ayant été primés aux prix du film Mainichi. Yōji Yamada est le réalisateur le plus récompensé avec cinq prix.
La cérémonie étant tôt dans l'année, en février, le prix concerne des œuvres de l'année précédente. Les dates mentionnées ici ne sont donc pas celles de la cérémonie mais celles du prix.

## Palmarès
| Année | Réalisateur |
| ----- | --- |
| 1946  | Tadashi Imai pour Minshu no teki |
| 1947  | Akira Kurosawa pour Un merveilleux dimanche |
| 1948  | Keisuke Kinoshita pour Le Portrait |
| 1949  | Yasujirō Ozu pour Printemps tardif |
| 1950  | Kōzaburō Yoshimura pour Les Habits de la vanité |
| 1951  | Mikio Naruse pour Le Repas |
| 1952  | Minoru Shibuya pour Pas de consultations aujourd'hui et Ceux d'aujourd'hui |
| 1953  | Tadashi Imai pour Eaux troubles |
| 1954  | Keisuke Kinoshita pour Vingt-quatre prunelles et Onna no sono |
| 1955  | Mikio Naruse pour Nuages flottants |
| 1956  | Tadashi Imai pour Ombres en plein jour |
| 1957  | Tadashi Imai pour Gens de rizière et Un amour pur |
| 1958  | Keisuke Kinoshita pour La Ballade de Narayama |
| 1959  | Satsuo Yamamoto pour Le Chant du chariot et Le Mur humain |
| 1960  | Kon Ichikawa pour Tendre et folle adolescence et Testaments de femmes |
| 1961  | Masaki Kobayashi pour La Prière du soldat |
| 1962  | Kon Ichikawa pour J'ai deux ans et Le Serment rompu |
| 1963  | Shōhei Imamura pour La Femme insecte |
| 1964  | Hiroshi Teshigahara pour La Femme des sables |
| 1965  | Tomu Uchida pour Le Détroit de la faim |
| 1966  | Satsuo Yamamoto pour La Tour d'ivoire |
| 1967  | Shōhei Imamura pour L'Évaporation de l'homme |
| 1968  | Kihachi Okamoto pour La Bombe humaine |
| 1969  | Yōji Yamada pour Kigeki: Ippatsu daiboken, C'est dur d'être un homme et C'est dur d'être un homme : Maman chérie                                                                          |
| 1970  | Satsuo Yamamoto pour Sensō to ningen: Unmei no jokyoku |
| 1971  | Masahiro Shinoda pour Silence Yōji Yamada pour C'est dur d'être un homme : Un air de candeur, C'est dur d'être un homme : Le Bon Samaritain et C'est dur d'être un homme : Une vie simple |
| 1972  | Kōichi Saitō pour Le Rendez-vous et Voyage solitaire |
| 1973  | Yōji Yamada pour C'est dur d'être un homme : Rêve éveillé et C'est dur d'être un homme : Élégie du vagabondage                                                                            |
| 1974  | Yoshitarō Nomura pour Le Vase de sable |
| 1975  | Kaneto Shindō pour Kenji Mizoguchi ou la vie d'un artiste |
| 1976  | Satsuo Yamamoto pour Fumō chitai |
| 1977  | Yōji Yamada pour Les Mouchoirs jaunes du bonheur |
| 1978  | Yoshitarō Nomura pour L'Incident et L'Été du démon |
| 1979  | Kazuhiko Hasegawa pour L'Homme qui a volé le soleil |
| 1980  | Akira Kurosawa pour Kagemusha, l'ombre du guerrier |
| 1981  | Kōhei Oguri pour La Rivière de boue |
| 1982  | Kinji Fukasaku pour La Marche de Kamata et La Rivière Dotonbori |
| 1983  | Nagisa Ōshima pour Furyo |
| 1984  | Jūzō Itami pour The Funeral |
| 1985  | Akira Kurosawa pour Ran |
| 1986  | Kei Kumai pour La Mer et le poison |
| 1987  | Kazuo Hara pour L'armée de l'empereur s'avance |
| 1988  | Nobuhiko Ōbayashi pour Ijin-tachi to no natsu |
| 1989  | Toshio Masuda pour Shasō |
| 1990  | Jun Ichikawa pour Tugumi |
| 1991  | Yōji Yamada pour Musuko |
| 1992  | Yōichi Higashi pour Le Fleuve sans pont |
| 1993  | Jun Ichikawa pour Mourir à l'hôpital |
| 1994  | Tatsumi Kumashiro pour La Tristesse du bâton |
| 1995  | Kaneto Shindō pour Le Testament du soir |
| 1996  | Masayuki Suo pour Shall We Dance? |
| 1997  | Shōhei Imamura pour L'Anguille |
| 1998  | Hideyuki Hirayama pour Ai o kōhito |
| 1999  | Yoshimitsu Morita pour 39 keihō dai sanjūkyū jō |
| 2000  | Junji Sakamoto pour Le Visage |
| 2001  | Hayao Miyazaki pour Le Voyage de Chihiro |
| 2002  | Hideyuki Hirayama pour Warau kaeru et Out |
| 2003  | Yōichi Sai pour Keimusho no naka |
| 2004  | Kazuo Kuroki pour L'Été d'un garçon en 1945 et La Face de Jizo |
| 2005  | Akira Ogata pour La Laitière |
| 2006  | Kichitarō Negishi pour Yuki ni negau koto |
| 2007  | Masayuki Suo pour Soredemo boku wa yattenai |
| 2008  | Kōji Wakamatsu pour United Red Army |
| 2009  | Shion Sono pour Ai no mukidashi |
| 2010  | Takashi Miike pour 13 Assassins |
| 2011  | Katsuya Tomita pour Saudade |
| 2012  | Daihachi Yoshida pour The Kirishima Thing |
| 2013  | Yūya Ishii pour The Great Passage |
| 2014  | Mipo O pour The Light Shines Only There |
| 2015  | Shin'ya Tsukamoto pour Feux dans la plaine |
| 2016  | Miwa Nishikawa pour The Long Excuse (en) |
| 2017  | Katsuya Tomita pour Bangkok Nites |
| 2018  | Shin'ichirō Ueda pour Ne coupez pas ! |
| 2019  | Kei Ishikawa pour Mitsubachi to enrai |
| 2020  | Naomi Kawase pour True Mothers |

## Récompenses multiples
Plusieurs réalisateurs ont été plus d'une fois primés :
- Yōji Yamada, cinq fois ;
- Tadashi Imai, Akira Kurosawa et Satsuo Yamamoto, quatre fois ;
- Keisuke Kinoshita et Shōhei Imamura, trois fois ;
- Mikio Naruse, Kon Ichikawa, Yoshitarō Nomura, Kaneto Shindō, Jun Ichikawa, Masayuki Suo, Hideyuki Hirayama et Katsuya Tomita, deux fois.